# Greasemonkey
Greasemonkey är ett tillägg till webbläsaren Mozilla Firefox som gör det möjligt att installera skript som gör ändringar i webbsidor innan de visas för användaren.
Greasemonkey kan exempelvis användas för att lägga till ny funktionalitet till sidor, fixa till buggar, kombinera data från flera webbsidor. Greasemonkeyskript som är bra skrivna kan se ut som en naturlig del av sidan.

## Vanliga skript
- Fylla i formulär automatiskt
- Ta bort specifikt innehåll (reklam, popup-rutor m.m.)
- Lägga till kommentarsfält på sidor där det är borttaget

## Motsvarigheter för andra webbläsare

### Opera
Opera har möjligheter att köra många Greasemonkeyskript inbyggt.

### Safari
Till Safari finns tillägget GreaseKit.

### Internet Explorer
Det finns flera program som liknar Greasemonkey för Internet Explorer, däribland IE7pro, iMacros, Trixie.